# Analytische Religionsphilosophie
Analytische Religionsphilosophie ist ein Zugang zur Religionsphilosophie, der die Fragen nach der Religiosität und nach der Rationalität religiöser Sichtweisen mit Hilfe der Methoden der Analytischen Philosophie untersucht. Dabei geht es darum, theoretische Fragen über Gott und Religion mit den insb. argumentativen Mitteln der Philosophie zu behandeln. Im Unterschied zur Behandlung solcher Fragen an theologischen Fakultäten, wo oft bestimmte Positionen durch die Konfession der Fakultät vorgegeben sind, werden dabei alle möglichen Auffassungen vertreten und verteidigt, beispielsweise sowohl theistische als auch atheistische.
Wie auf anderen Gebieten der analytischen Philosophie standen anfangs dezidiert sprachanalytische Methoden im Vordergrund, etwa im Anschluss an Wittgenstein und Gilbert Ryle, teilweise beschränkte sich das Interesse darauf, religiöse Sprache als bedeutungslos zu erklären. Seit einigen Jahrzehnten hat sich, wie in allen Bereichen analytisch geführter Debatten, das Feld stark ausgeweitet. So werden beispielsweise ontologische, epistemologische und metaphilosophische Aspekte einschlägiger Probleme diskutiert und dabei fast alle denkbaren Positionen vertreten.
Nachdem einige Zeit lang die Meinung geherrscht hatte, Metaphysik sei unmöglich oder sinnlos, hat in den letzten dreißig Jahren die analytische Religionsphilosophie in Lehre und Forschung eine Renaissance erlebt. Etliche renommierte Fachzeitschriften und etliche philosophische Gesellschaften sind inzwischen diesem Fachgebiet gewidmet.
Die Themen der Religionsphilosophie werden in der analytischen Philosophie seit den 1980er Jahren wieder verstärkt aufgegriffen, nachdem sich vor allem in den USA ein mit tiefgreifenden gesellschaftlichen Veränderungen einhergehendes wachsendes Interesse an der Religion entwickelt hatte. Die religionsphilosophischen Debatten erfolgen dabei in intensiver Auseinandersetzung mit den Naturwissenschaften, wobei sich die analytische Religionsphilosophie einerseits um eine Integration religiöser Inhalte in das moderne Weltbild bemüht, andererseits naturalistischen Tendenzen entgegenwirken will.
Die gegenwärtige analytische Religionsphilosophie ist durch die große Vielfalt ihrer Themen geprägt. Zum einen arbeitet sie nach wie vor an jenen Fragestellungen, die traditionell unter der Bezeichnung der natürlichen Theologie zusammengefasst werden. Dazu gehören die Frage, ob die Existenz Gottes rational gerechtfertigt werden kann, welche wesentlichen Attribute dem Gottesbegriff zukommen und die heftig umstrittene Frage einer Theodizee. Daneben werden vor dem Hintergrund aktueller Debatten in der Philosophie des Geistes und der Analytischen Ontologie die traditionellen Vorstellungen einer Auferstehung der Toten, die christologische Zwei-Naturen-Lehre und die Trinitätstheologie neu diskutiert.
Die meisten Vertreter der analytischen Religionsphilosophie entnehmen ihr argumentatives Instrumentarium der modernen Logik und Wissenschaftstheorie. In Abgrenzung zur metaphysikkritischen Tradition der Kontinentalphilosophie nach Kant knüpfen sie an die religionsphilosophischen Diskurse der angelsächsischen Welt des 18. Jahrhunderts (John Locke u. a.) an, in der die aktuellen Design-Argumente und die Methode der Wahrscheinlichkeitsabwägung ihre Wurzeln haben.

## Geschichte
William Hasker unterteilt die Geschichte der analytischen Religionsphilosophie in drei Phasen, die jeweils von einem anderen Themengebiet geprägt waren. In der ersten Phase, die bis etwa 1965 reicht, befasste man sich fast ausschließlich mit der religiösen Sprache, insbesondere mit deren kognitivem Sinn. Einer der schärfsten Angriffe gegen das religiöse Denken erfolgte in dieser Phase durch das Auftreten des Logischen Positivismus, der die Sinnhaftigkeit religiöser Behauptungen aufgrund ihrer Nichtverifizierbarkeit grundsätzlich in Frage stellte. Mit Beginn der 1950er Jahre verlagerte sich die Debatte auf die Falsifikation religiöser Aussagen. So kritisierte Antony Flew, dass theologische Behauptungen angesichts von Einwänden typischerweise schrittweise „qualifiziert“ werden, daher nicht falsifiziert werden können und als sinnlos zu betrachten seien.
In den späten 1960er Jahren erlosch allmählich das Interesse an rein sprachlichen Untersuchungen und ein großer Teil der Aufmerksamkeit richtete sich wieder auf die klassischen theistischen Fragestellungen. Diskutiert wurden Argumente für und gegen die Existenz Gottes, wobei die Diskussionen um das Problem des Übels den größten Raum einnahmen. Weitere Themen waren das Verhältnis von Glaube und Vernunft und die für den Theismus zentralen Attribute Gottes (Allmacht und Allwissenheit).
Seit Mitte der 1980er Jahre hat sich das Diskussionsfeld der analytischen Religionsphilosophie beträchtlich um vorher kaum untersuchte Themen erweitert. Diese umfassen die philosophische Erforschung bestimmter religiöser Lehren (vor allem des Christentums), Theorien über göttliche Gebote in der Ethik (divine command theories), das Verhältnis zwischen Religion und Wissenschaft, die philosophische Analyse nicht-westlicher Religionen, das Problem des religiösen Pluralismus, religiöser Realismus und Antirealismus und die Bedeutung des religiösen Glaubens für die Erkenntnistheorie.